# Karen Wynn Fonstad
Karen Wynn Fonstad, née Karen Lea Wynn, née le 18 avril 1945 à Oklahoma City et morte le 11 mars 2005, est une autrice d'atlas de mondes fictifs.

## Biographie
Diplômée du lycée Norman, à Norman dans l’Oklahoma, elle obtient une licence de physiothérapie (B.S. degree in Physical Therapy ) et un master de géographie avec une spécialité en cartographie de l’Université d'Oklahoma.
Karen Fonstad devient directrice des services cartographiques de l'université du Wisconsin-Oshkosh  Elle siège à la commission d'urbanisme de la ville d'Oshkosh pendant vingt-quatre ans et a été membre du conseil municipal d'Oshkosh. Parmi ses autres intérêts et activités, citons le conseil d'administration du Grand Opera House, les comités de développement de l'hôtel/du centre de congrès et du centre de transport de masse, l'Oshkosh Commercial Development Corporation, le conseil d'administration du Business Improvement Council, le Downtown Oshkosh Committee, l'Oshkosh Symphony League, les programmes Camp Fire et Cub Scout, et les UW-Oshkosh Faculty Dames, où elle a occupé les fonctions de présidente et de secrétaire
Ellle rencontre Todd Fonstad lors de ses études. Le couple se marie le 21 mars 1970 et a deux enfants : le docteur Mark Fonstad et Kristina Stingle.
Karen Fonstad meurt le 11 mars 2005 à l’âge de 59 ans des suites d’un cancer du sein.

## références
1. ↑  (en-US) « Author Karen Wynn Fonstad: 1945 – 2005 », 12 mars 2005 (consulté le 28 juin 2024)